# Circumscripció proporcional de Kanto meridional
La Circumscripció proporcional de Kanto meridional o bloc proporcional de Kanto meridional (japonès: 比例南関東ブロック, Hirei Minami Kantō burokku) és una de les onze circumscripcions electorals de representació proporcional de la Cambra de Representants del Japó, a la Dieta Nacional del Japó. El seu àmbit son les prefectures de Chiba, Yamagata i Kanagawa. A partir de l'introducció del vot proporcional, el districte va elegir 23 diputats en les eleccions de 1996. Aquest nombre va baixar les eleccions següents i va augmentar fins que va tornar el 2024 als 23 escons.

## Representants
| Candidatura          | Candidatura                      | Candidatura | 1996 | 2000 | 2003 | 2005 | 2009 | 2012 | 2014 | 2017 | 2021 | 2024 |
| -------------------- | -------------------------------- | ----------- | ---- | ---- | ---- | ---- | ---- | ---- | ---- | ---- | ---- | ---- |
|                      | Partit Liberal Democràtic        | PLD         | 7    | 6    | 8    | 10   | 6    | 6    | 8    | 8    | 9    | 7    |
|                      | Partit Democràtic Constitucional | PDC         | -    | -    | -    | -    | -    | -    | -    | 5    | 5    | 6    |
|                      | Partit Democràtic Popular        | PDP         | -    | -    | -    | -    | -    | -    | -    | -    | 1    | 3    |
|                      | Kōmeitō                          | KMT         | -    | 3    | 3    | 3    | 2    | 2    | 3    | 2    | 1    | 1    |
|                      | Partit Comunista del Japó        | PCJ         | 3    | 2    | 1    | 1    | 1    | 1    | 3    | 2    | 1    | 1    |
|                      | Reiwa Shinsengumi                | Rei         | -    | -    | -    | -    | -    | -    | -    | -    | 1    | 1    |
|                      | Nippon Ishin no Kai              | Ishin       | -    | -    | -    | -    | -    | 5    | 4    | 1    | 3    | 2    |
|                      | Sanseitō                         | San         | -    | -    | -    | -    | -    | -    | -    | -    | -    | 1    |
|                      | Partit Socialdemòcrata           | PSD         | 1    | 2    | 1    | 1    | 1    | 0    | 0    | 0    | 0    | 0    |
| Partits desapareguts |                                  |             |      |      |      |      |      |      |      |      |      |      |
|                      | Partit Democràtic                | PD          | 5    | 6    | 9    | 7    | 11   | 4    | 4    | -    | -    | -    |
|                      | Partit de la Nova Frontera       | PNF         | 7    | -    | -    | -    | -    | -    | -    | -    | -    | -    |
|                      | El Vostre Partit                 | VP          | -    | -    | -    | -    | 1    | 3    | -    | -    | -    | -    |
|                      | Partit del Futur del Japó        | PFJ         | -    | -    | -    | -    | -    | 1    | 0    | -    | -    | -    |
|                      | Partit Liberal                   | PL          | -    | 2    | -    | -    | -    | -    | -    | -    | -    | -    |
|                      | Partit de l'Esperança            | PE          | -    | -    | -    | -    | -    | -    | -    | 4    | -    | -    |
| Total                | Total                            | Total       | 23   | 21   | 22   | 22   | 22   | 22   | 22   | 22   | 22   | 23   |